# Jeongu-myeon
Jeongu-myeon (koreanska: 정우면)är en socken i stadskommunen Jeongeup i provinsen Norra Jeolla i den sydvästra delen av  Sydkorea, 210 km söder om huvudstaden Seoul.